# Coal Rock
Coal Rock är en kulle i Antarktis. Den ligger i Västantarktis. Argentina och Storbritannien gör anspråk på området. Toppen på Coal Rock är 1 242 meter över havet.
Terrängen runt Coal Rock är platt åt sydost, men åt nordväst är den kuperad. Trakten är obefolkad. Det finns inga samhällen i närheten. 